# Västerfärnebo landskommun
Västerfärnebo landskommun var en tidigare kommun i Västmanlands län.

## Administrativ historik
Kommunen bildades i Västerfärnebo socken i Vagnsbro härad i Västmanland när 1862 års kommunalförordningar trädde i kraft.
Vid kommunreformen 1952 bildade den storkommun då förutvarande Fläckebo landskommun och Karbennings landskommun gick samman med Västerfärnebo.
Landskommunen upplöstes 1971 och Karbennings församling uppgick då i Norbergs kommun medan de övriga två församlingarna uppgick i Sala kommun.

### Kyrklig tillhörighet
I kyrkligt hänseende tillhörde kommunen Västerfärnebo församling. Den 1 januari 1952 tillkom Fläckebo församling och Karbennings församling.

## Geografi
Västerfärnebo landskommun omfattade den 1 januari 1952 en areal av 569,79 km², varav 539,55 km² land.

### Tätorter i kommunen 1960
| Tätort              | Folkmängd |
| ------------------- | --------- |
| Västerfärnebo       | 264       |
| Karbennings station | 231       |
| Salbohed            | 217       |

Tätortsgraden i kommunen var den 1 november 1960 15,3 procent.

## Politik

### Mandatfördelning i valen 1938-1966
| 8 | 12 | 5 |

| 25 |

| 25 |

| 25 |

| 7 | 13 | 5 |

| 24 |

| 14 | 18 | 8 |

| 38 |

| 14 | 16 | 7 | 3 |

| 35 |

| 11 | 15 | 5 | 4 |

| 32 |

| 12 | 15 | 5 | 3 |

| 30 | 5 |

| 10 | 16 | 5 |  | 3 |

| 31 |